# طومي جاكوبس
طومي جاكوبس (بالإنجليزية: Tommy Jacobs)‏ هو لاعب غولف أمريكي، ولد في 13 فبراير 1935 في دنفر في الولايات المتحدة.

## وصلات خارجية
- طومي جاكوبس على موقع رابطة لاعبي الغولف المحترفين (الإنجليزية)